# 狛貓
狛貓（日语：／ Komaneko）是指位於日本京都府京丹後市峰山町金刀比羅神社境內社木島神社和猿田彥神社旁的一對石貓像。2020年9月1日，狛貓以「金刀比羅神社石造狛貓」的名義被指定為京丹後市文化財，屬於第20號雕刻。金刀比羅神社內的木島神社同時也被認定為日本遺產「300年的丹後綢緞走廊」構成文化財之一。

## 由來
西元1720年（享保5年），峰山町以絲織匠佐平治大力推廣丹後綢緞的主要產地而聞名，貓被視為重要的存在，用來驅趕吃掉蠶、繭和種紙（有蠶卵的紙）的老鼠。
位於金刀比羅神社境內的木島神社於1830年（文政13年）被從京都太秦的蠶之社遷至此，作為養蠶的守護神，由峰山藩的綢緞業者勸請而來。木島神社和猿田彥神社建在同一屋頂下，形成共存的結構，從左邊看是木島神社，前方有阿形的狛貓。

### 建立
西元1832年（天保3年），阿形的母子貓石像由近江商人外村家奉獻給了木島神社和猿田彥神社。
外村家是江戶日本橋的商人，在上野（今群馬縣）和生絲、太織袖，武藏熊谷（今埼玉縣）和生絲袖，上野桐生、武藏八王子（今東京都）和甲斐田（今山梨縣）以及陸奧川又（今福島縣）進口生絲，並且在京都市柳馬場進行紅花交易，頻繁地往來於上野國和下仁田街道之間。
下仁田街道接近尾聲的小川村，在文政年間（西元1818年〜1831年）有57戶家庭，其中多數以蠶業、生絲和絲織作為主要產業，成為重要的生產地。村內的地藏寺作為主尊祀奉「猫地藏」。據記載，這是因西元1561年（永祿4年）鏑川的大洪水帶來的地藏菩薩和一隻貓而建立的，這隻猫被認為有驅除侵害蠶蟲的老鼠的神力，因此吸引了附近養蚕農家前來參拜。外村家因經商往來而得知了這個傳說，因此在1830年（文政13年）為了保護機織和養蠶，在峰山勸請了木島神社，並捐贈了母子猫的石像。因此，最初的貓石像應該是只有一隻張開口威嚇老鼠的阿形，被認為是最初的「貓地藏」。神社的境內，除了狛犬等成對的石像外，還有祭神有關的各種動物作為「神使」或「隨神」案例，這可以看作是其中之一。
西元1846年（弘化3年），吽形的貓被奉獻與此，成為一對狛貓。雖然奉獻者和製作者不明，但直到那時，狛犬等像通常是放置在建築物內，從江戶時代中期開始，才開始擺放在神社參道上，這可以看作是一種趨勢。

### 製作者
據台座刻有的記錄顯示，母子貓石像的作者是鱒留村的長谷川松助。松助當時是丹後地區知名的石工，京丹後市域留存著他的多件作品。尤其著名的是，為了悼念在宮津藩文政一揆中犧牲的吉田新兵衛而建造的京都府最大的立姿石佛・平地地藏。
右側狛貓的作者不詳，奉獻年代為1846年（弘化3年），與松助的狛貓相隔14年完成，考慮吽形左右與一般的狛犬配置相反，因此推測最初只有阿形母子貓石像，後來為了配套製作了吽形狛貓並奉獻。

## 結構
狛貓的材料為凝灰岩，其中阿形母子貓的像高75.5公分。母貓輕輕將前腳擱在子貓頭上，子貓握住母貓的胸毛。母貓的尾巴支撐著子貓的身體。根據台座上刻的銘文，該像於1832年（元保3年）製作並奉獻。
吽形狛貓的像高為78公分。雖然台座上有1846年（弘化3年）的銘文，但未留下石工的名字。與一般祓邪之神獸如狛犬不同，貓被象徵當地養蠶興盛的守護神，根據其製作時期和製作者的名字可考慮是珍貴的作品。

## 派生文化
近年，峰山町將狛貓視為地區振興的核心，於2011年（平成23年）由市民志願者發起了「貓項目」，從2016年（平成28年）開始，多個志願團體合作舉辦了狛貓節。
在貓計畫執行委員會的主導下，與金刀比羅神社的御鎮座200週年祭同時，製作了陶製素燒狛貓400體（200對），並由市內約150名小學生進行彩繪。這些陶瓷狛貓擺放在神社境內，參與的市民將其裝飾在家門前或玄關處。陶器貓的彩繪活動成為峰山町各類活動的工作坊，為狛貓之鄉·峰山鎮留下深刻印象，也作為京丹後市的體驗計劃之一被介紹在旅遊指南中，並展示京都丹後鐵道「青松」列車的車內。
峰山町內的飯店、餐廳和糕點店設計了各種以狛貓或貓為主題的菜單和商品，這些料理均成成當地各種商店的代表性商品，並將以貓為主題的商品確立為峰山町的新形象代表。

## 日本各地的貓信仰

### 養蠶業
據說貓有自己的領地，當其被侵犯時會成為怨靈，甚至化身為貓妖，雖然祀奉貓的例子不多，但並非沒有。特別是在養蠶興盛的地區，可以看到奉獻貓的例子。
八木神社（京丹後市久美浜町安養寺村曾存在的神社）的「貓荒神」
在京都府下，除了木島神社的狛貓之外，僅有此例眾所周知。安養寺村及其周邊的村莊直到昭和前期，幾乎每戶家庭都以養蠶為生，因此貓被視為保護蠶蟲免受老鼠侵害的重要存在，並被供奉在八木神社作為貓荒神 。隨著養蠶業的衰退，參拜者逐漸減少，八木神社約在1960年代左右被合祀到安養寺的三玉神社，貓荒神祠及石像目前已不存。
南部神社（新潟縣長岡市森上）的「貓又権現」
由於當地風向少而濕度大的土壤環境非常適合生產絲綢織物，「栃尾紬」作為其代表產品繁榮發展，因此養蠶活動十分活躍。為了保護蠶和織物免受老鼠侵害，供奉了一尊石貓。「貓又権現」雖然被介紹為狛貓，但實際上只有一尊，沒有成對。
貓之宮（山形縣高畠町）的「玉」
傳說中在延暦年間，為了促進養蠶業發展和村莊的安寧，一對無兒無女的莊屋夫婦得到觀音菩薩的賜予，取名為「玉」的貓，由於誤解被莊屋殺害，但化身為化貓後繼續保護莊屋夫婦。為了其供奉而建立此祠，儘管只有祠而沒有確認貓型石造物。

### 其他原因
久美濱的「貓地藏」
在京都府京丹後市久美濱町，連接新治村和小西村的山道神社中，保存有兩尊貓咪地藏的紀錄。這些貓地藏的形象類似招財貓，人們帶石頭前來祈願，如果願望實現了，就會帶兩塊石頭再次參拜。據說在祈願時將祠內的石頭帶回家中，可以避免老鼠侵害等神明的祝福，隨著農地解放後，信仰逐漸減弱，祠也逐漸荒廢。
城峰神社（埼玉縣）的「貓地趙」
平將門在遭受下野藤原氏攻擊時，由於當地豪族的武具被老鼠咬壞，無法前來援助，導致將門最終戰敗。因此，之後作為老鼠威避的貓被供奉。
生善院（熊本縣球磨郡水上村）的「狛貓」
生善院俗稱「貓寺」，山門兩側擺放著像狛貓一樣的石貓。根據傳說，一位兒子無罪被殺害的母親，將她的恨意注入自己飼養，名為「玉垂」的貓，讓它舔她的血以後繼續存在而成為化貓。為了鎮壓這種不尋常現象，建立了這些石貓。

## 另見
- 狛犬
- 風獅爺
- 石狮子

### 書籍
- 京丹後市史編さん委員会『京丹後市史資料編 京丹後市の伝承・方言』京丹後市、2012年
- 田中尚之『石工松助を語る』清水印刷、2003年
- グレゴリ青山（日语：グレゴリ青山）『グレゴリさんぽ第53話』小学館（月刊「フラワーズ2019年1月号」）、2018年
- 秘書広報広聴課『広報京丹後vol.172』京丹後市、2018年
- 京丹後市観光振興課「京丹後へGO! 2016年春・夏」京丹後市観光情報センター、2016年
- 『海の京都体験手帖　2016秋・冬』海の京都DEMO、2016年

## 外部連結
- 维基共享资源上的相關多媒體資源：狛猫
- 丹後峰山のこんぴらさん「狛猫」 （页面存档备份，存于）
- 京丹後市 - 金刀比羅神社石造狛猫（市指定文化財） （页面存档备份，存于）